# David Gordon Lyon
David Gordon Lyon, född 24 maj 1852 i Benton, Alabama, död 4 december 1935, var en amerikansk teolog och assyriolog. 
Efter studier vid Southern Baptist Theological Seminary under Crawford Howell Toy blev Lyon filosofie doktor vid Leipzigs universitet 1882, samma år professor i teologi vid Harvard University i Cambridge, Massachusetts, och 1910 professor i hebreiska och andra orientaliska språk där. Av hans arbeten kan nämnas Keilschrifttexte Sargon's, Königs von Assyrien (1883) och An Assyrian Manual (1886).